# نیلز انگدال
نیلز انگدال (انگلیسی: Nils Engdahl؛ ۴ نوامبر ۱۸۹۸ – ۱۰ سپتامبر ۱۹۸۳) ورزشکار دو و میدانی اهل سوئد بود.
وی در مسابقات کشوری و بین‌المللی در مجموع برندهٔ ۱ مدال نقره، ۱ مدال برنز شده‌است.